# Kindheitspädagogik
Kindheitspädagogik (Wortbildung aus Kindheit und Pädagogik) bezeichnet eine wissenschaftliche Disziplin, die sich mit der Theorie und Praxis von Bildung und Erziehung von Kindern auseinandersetzt.
In Deutschland bezeichnet sie auch ein grundständiges oder berufsbegleitendes Studium, welches von mehreren staatlichen und privaten Hochschulen als Studiengang Bachelor of Arts (B.A.) Kindheitspädagogik angeboten wird. 
Die Bundesarbeitsgemeinschaft Bildung und Erziehung im Kindesalter e.V. verabschiedete 2009 einen Qualifikationsrahmen für Bachelor-Studiengänge der Kindheitspädagogik und beschloss, für die Absolventen dieser Studiengänge die Berufsbezeichnung Staatlich anerkannter Kindheitspädagoge zu verwenden. Sie gilt als Ausdruck für fachliche Eignung und Professionalität und gibt den Anstellungsträgern die formale Sicherheit, dass die für die Ausübung des Berufs erforderliche Qualifikation erworben worden ist.
2011 hat die Jugend- und Familienministerkonferenz den Hochschulen empfohlen, diese Berufsbezeichnung zu benutzen, die sich inzwischen etabliert hat.